# Tutto il giorno davanti
Tutto il giorno davanti è un film per la televisione diretto da Luciano Manuzzi e liberamente ispirato all'esperienza di Agnese Ciulla, assessore alle attività sociali del comune di Palermo dal 2014 al 2017 che ha preso in carico come tutore legale oltre 900 minori stranieri non accompagnati sbarcati nel capoluogo siciliano.

## Trama
Il film tv racconta una tipica giornata di Adele Cucci, assessore alle politiche sociali di Palermo che oltre a crescere i suoi due figli deve prendersi cura di centinaia di minori stranieri sbarcati in città che le sono stati affidati.

## Produzione
Il film è una coproduzione di Rai Fiction e Bibi Film Tv di Angelo Barbagallo con il sostegno del fondo regionale per il cinema e l'audiovisivo della Regione Lazio.

## Accoglienza
Il film è stato trasmesso in prima TV il 10 marzo 2020 su Rai 1, totalizzando 2.968.000 telespettatori pari all'11,1% di share.